# 建州左卫
建州左衛，中国明代在东北地区所置羈縻卫，建州三衛之一。朝廷冊封當地酋長為名義上的官員（类似于土司），管理当地各部族，其首領大多為女真族世襲領袖。明永樂十年（1412年）左右，明朝與朝鲜王朝之間的女真酋長猛哥帖木兒（清肇祖）所部從建州衛中析出，另在图们江流域置建州左衛，以猛哥帖木兒為建州左衛指揮使。。
永樂四年（1406年），在女真酋長阿哈出的推薦下，明朝政府授女真斡朵里部酋長猛哥帖木兒為建州衛都指揮使（被朝鮮稱建州衛斡朵裡），因而引起朝鮮的不滿。永樂九年（1411年），“猛哥貼木兒嘗侵慶源，畏其見伐，徙於鳳州。”“永樂十四年（1416年），明朝政府正式設建州左衛於鳳州，委任猛哥帖木兒專管建州左衛事宜。永樂二十二年（1424年），與建州衛遷往婆豬江的同時，猛哥貼木兒率部眾遷回今朝鮮境內阿木河舊居地。宣德八年（1433年），楊木答兀勾引嫌真兀狄哈首領弗答哈，葛多介前來襲擊城寨，殺死猛哥帖木兒和長子阿古等人。
清肇祖開建州左衛於今朝鮮咸鏡道慶源郡境，至永樂二十一年，由於明朝與朝鮮之間的政治原因，女真部落入居斡木河流域。明英宗朱祁鎮正統五年（1440年），凡察和猛哥帖木兒的次子查山（清人謂之充善，董山）‘畏兀狄哈擄掠，又乏資財，將至餓死’，只好率領餘部從朝鮮會寧西遷遼東。同行的300余戶，另有百余戶留居當地。途中克服種種困難，最後遷至渾河上游的蘇子河，與先期遷到當地的李滿住部重新會聚到一起。防禦外來侵擾的共同需要促使建州衛與建州左衛的部落再度走向聯合，使滿洲祖先血緣部落間的傳統關係又有了新發展。
建州三衛的建制一直延續至明末努爾哈赤統一建州女真各部，直到萬曆四十四年（1616年）努爾哈赤建國號金并正式宣稱反明，該建制才被摒棄。